# Kirche Sankt Maria vom heiligen Rosenkranz zu Soltau

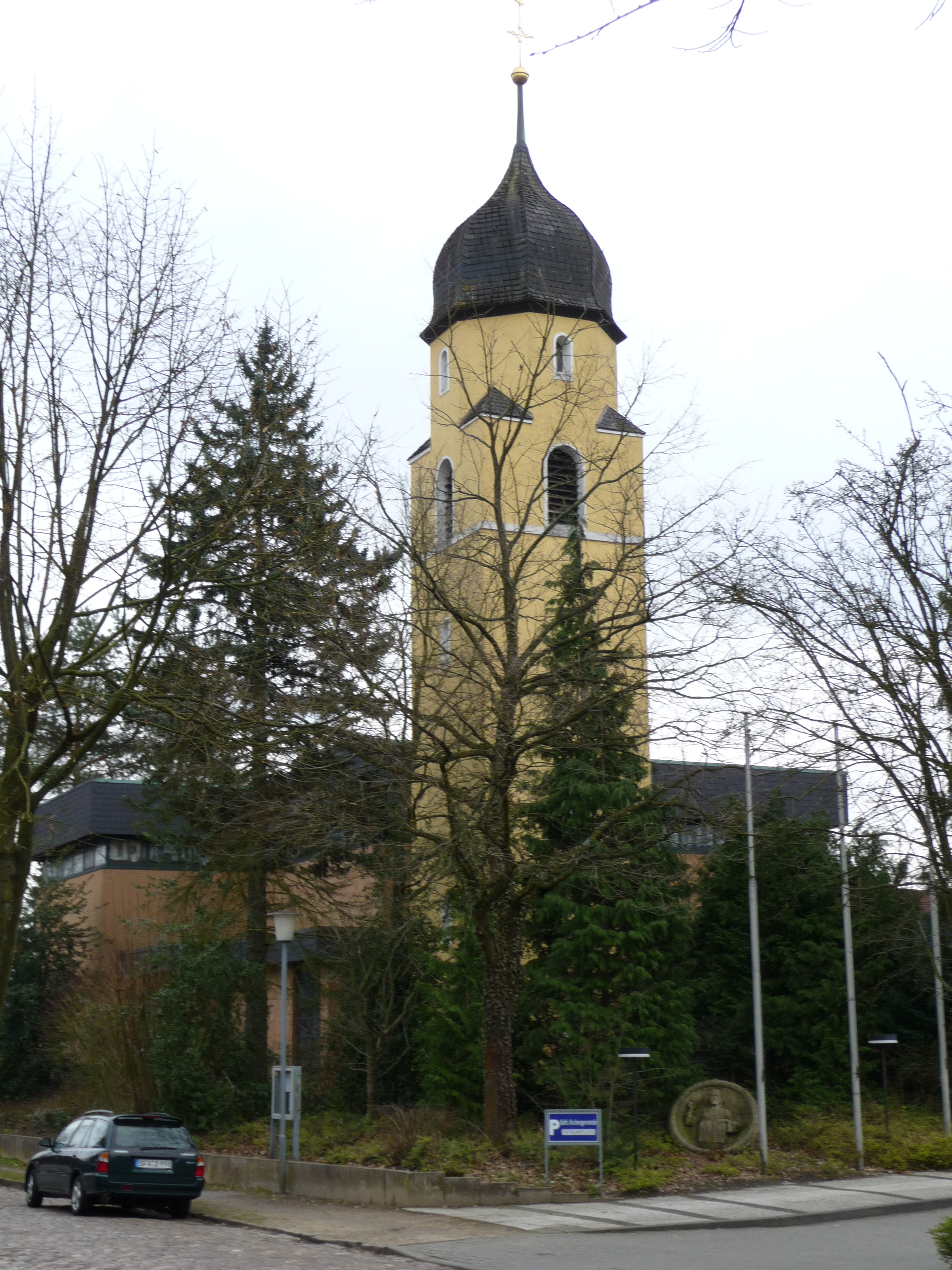
Pfarrkirche St. Maria von Heiligen Rosenkranz (Soltau)

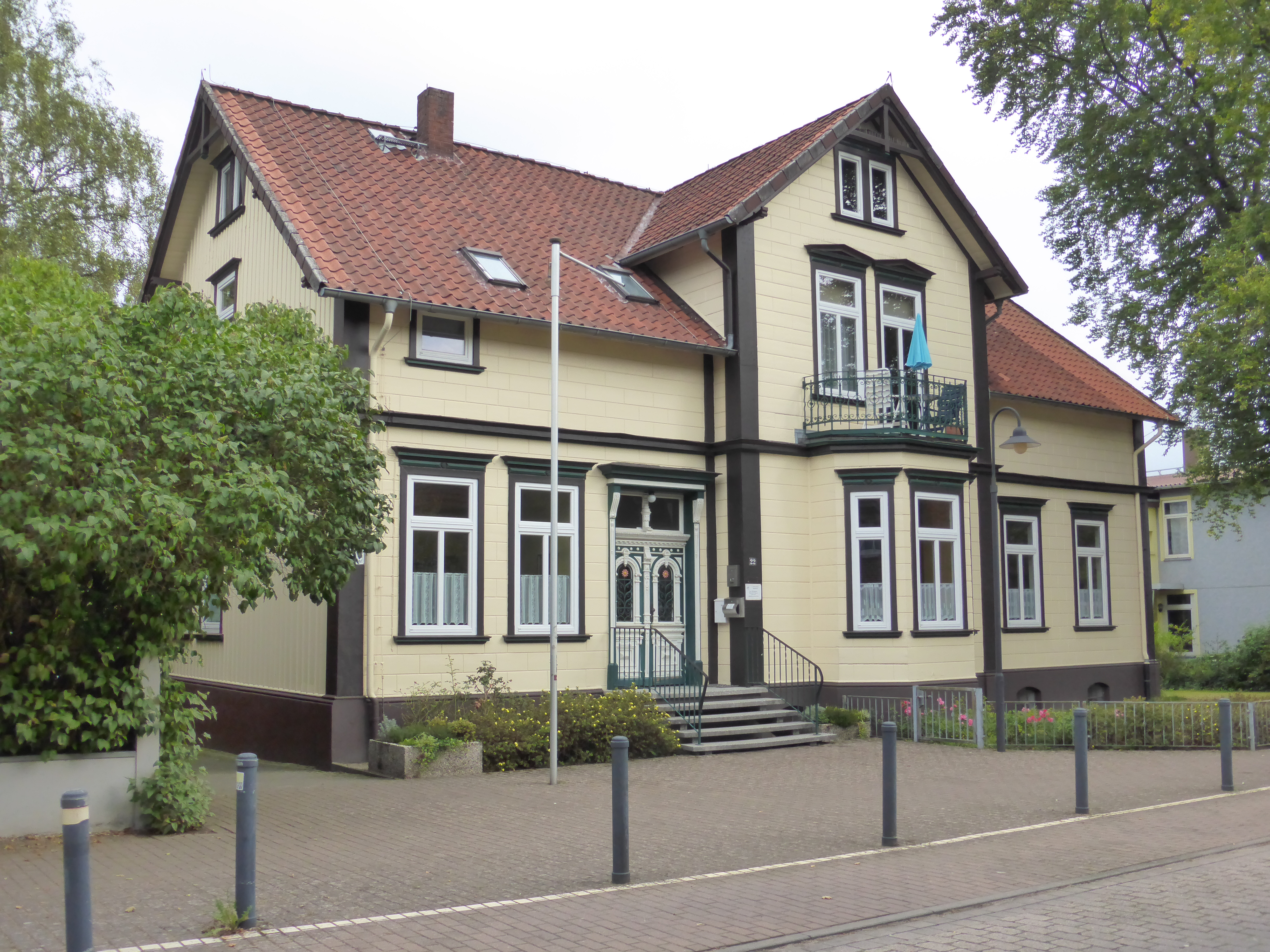
Pfarrhaus in der Feldstraße

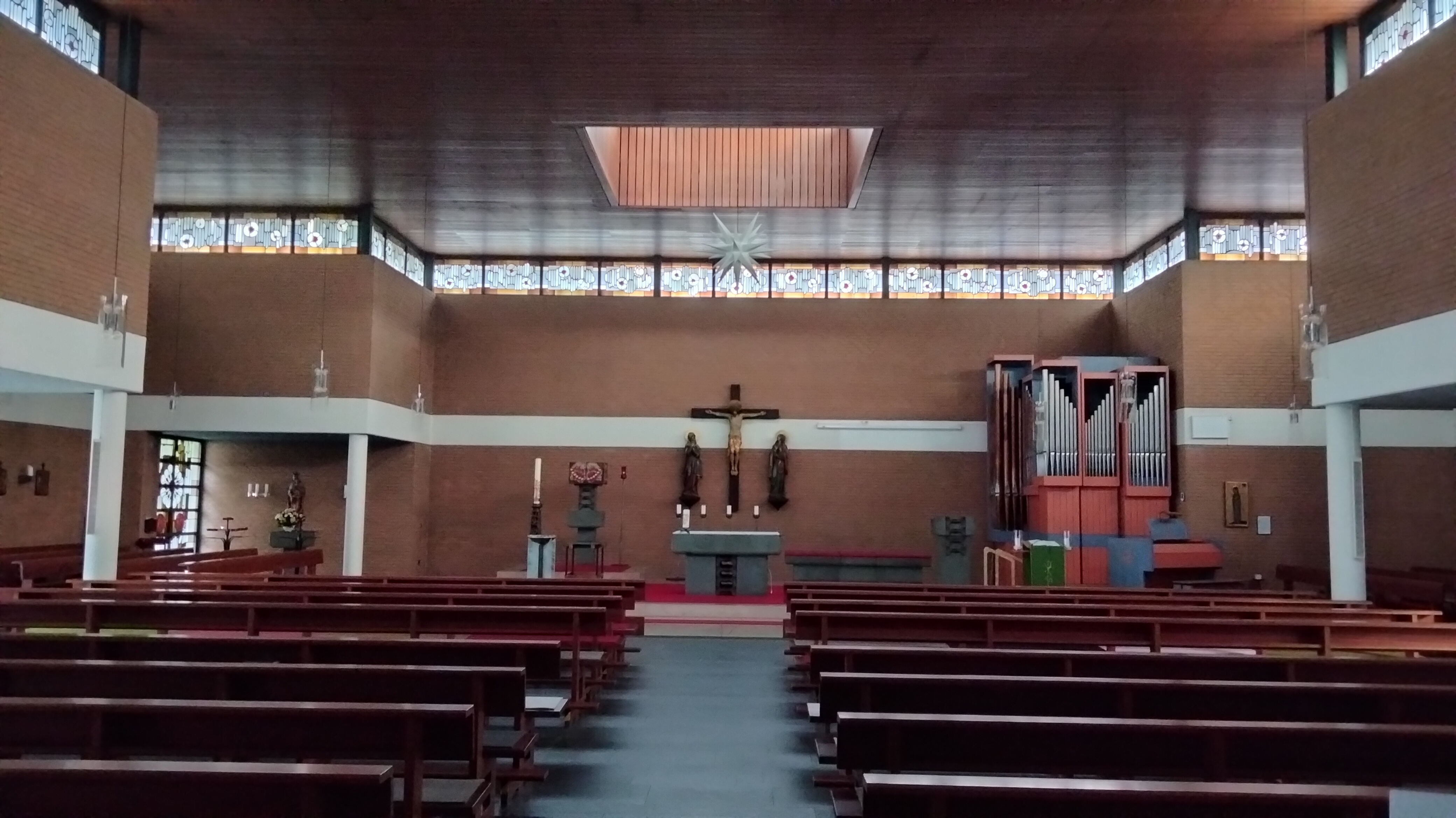
Kircheninneres

St. Maria vom heiligen Rosenkranz ist die römisch-katholische Pfarrkirche im niedersächsischen Soltau im nördlichen Landkreis Heidekreis. Sie trägt das Patrozinium Marias unter dem Gesichtspunkt des Rosenkranzes und befindet sich in der Wiesenstraße 7, das benachbarte Pfarrhaus in der Feldstraße 22. Die gleichnamige Pfarrgemeinde umfasst auch die Filialkirche St. Ansgar in Schneverdingen und gehört zum Dekanat Celle des Bistums Hildesheim.

## Geschichte
Im Jahre 1901 wurden vom Kaplan der Schlosskapelle der Kettenburg bei Visselhövede (siehe auch Herz-Jesu-Kirche (Visselhövede)) die ersten katholischen Messen seit der Reformation in Soltau abgehalten. 1902 wurde eine sogenannte „Missionsstation“ errichtet, die am 1. August 1956 zur Kuratiegemeinde und am 1. Januar 1962 zur Pfarrgemeinde erhoben wurde. Seit dem 1. November 2006 gehört auch die Kirche St. Ansgar in Schneverdingen zur Soltauer Pfarrgemeinde.

## Kirchengebäude
Nachdem sich in den Jahren vor dem Ersten Weltkrieg die Zahl der Katholiken in Soltau durch den Zuzug von Arbeitern und Soldaten erheblich vergrößert hatte, wurde 1912 das Kirchbaugrundstück angekauft. Am 1. Oktober 1914 erfolgte die Grundsteinlegung für die erste Kirche, und am 10. Oktober 1915 folgte ihre Weihe.
Durch den Zustrom von katholischen Flüchtlingen und Heimatvertriebenen nach dem Zweiten Weltkrieg wuchs die Kirchengemeinde stark an. Daher wurde beschlossen, ein neues, größeres Gebäude zu errichten. Von 1975 bis 1976 wurde ein neues Gotteshaus an der Stelle der 1975 abgerissenen alten Kirche errichtet, damals war Georg Gedig (1926–2014) Pfarrer der Soltauer Pfarrgemeinde. Es entstand nach den Plänen des Architekten Wolfgang Tschirschwitz aus Braunschweig und wurde am 20. März 1976 konsekriert. Der neobarocke Glockenturm der Vorgängerkirche blieb erhalten.
Nachdem für die Kirchenmusik seit 1976 nacheinander drei elektronische Orgeln genutzt wurden, erfolgte 2017 erstmals die Aufstellung einer Pfeifenorgel. Das Instrument mit 13 Registern auf zwei Manualwerken wurde 1976 von G. F. Steinmeyer & Co. aus Oettingen in Bayern erbaut und stand zunächst im Konzertsaal des Windsbacher Knabenchores in Mittelfranken, bevor es nach Soltau umgesetzt wurde.

## Gemeindeleben heute
Bedeutende Gruppen innerhalb der Gemeinde bilden heute Spätaussiedler aus Polen und der ehemaligen Sowjetunion, Gemeindemitglieder italienischer und kroatischer Herkunft, ehemalige Heimatvertriebene und deren Nachkommen sowie Zugewanderte aus Süd- und Westdeutschland.